# Est em
est em, pseudonimo di Maki Satoh (えすとえむ?, esu to emu; 2 aprile 1981), è una fumettista giapponese.
Ha esordito come autrice di opere yaoi, genere in cui è ancora attiva. È una studentessa di Matt Thorn, che ha curato la traduzione inglese per l'edizione americana di alcuni suoi lavori.

## Opere
- Seduce Me After the Show (ショーが跳ねたら逢いましょう,?, Show ga Hanetara Aimashou), 2006
- Age Called Blue (エイジ・コールド・ブルー,?, Eiji Koorudo Buruu), 2008
- Red Blinds the Foolish (愚か者は赤を嫌う,?, Orokamono wa aka o kirau), 2008
- Kinein! (キネイン!?), 2008
- (?, Ultras), 2008
- (?, Golondrina), 2011
- Equus (エクウス?, Ekūsu), 2011
- Happy End Apartment (ハッピーエンドアパートメント?, Happīendo Apātomento), 2012